# ベラ・ソーン
ベラ・ソーン（英語: Bella Thorne、本名: アナベラ・エイブリー・ソーン 英語: Annabella Avery Thorne、1997年10月8日 - ) は、アメリカ合衆国の女優、歌手、モデル、ダンサー。身長173cm。

## 来歴

### 1997年-2009年: 生い立ち-『ビッグ・ラブ』
1997年10月8日、アメリカ合衆国の東南部にあるフロリダ半島の東海岸沿いの都市であるペンブロークパインズ市でキューバ系、イタリア系及びアイルランド系の血を引く両親の間で生まれた。スペイン語が日常的に聞こえる家庭であった。そのためスペイン語が母語であった。末っ子であり、上に3人の姉と兄がいる、長女カイリ (生年1992)、次女ダニー (生年1993)、そして長男レミー(生年1995)である。いずれも女優･俳優およびモデルである。 ソーンは、幼少期よりとてもダンスとサッカーが好きな子であった。2006年始めには一家でカリフォルニア州に移った。ソーンは、公立学校に通っていたが、勉強が苦手であり、なおかつ、いじめをうけたこともあって、その後は主に自宅学習であった。父親は、2007年に、自動車事故により死亡した。2003年クレジット無しではあるが、映画『ふたりにクギづけ』に初出演した。その後は2006年『ジミー・キンメル・ライブ!』、『アントラージュ★オレたちのハリウッド』、2007年『ダーティ・セクシー・マネー』で注目されるようになり、テレビ・シリーズ『The O.C.』に出演し、若き日のテイラー･タウンゼント役を演じた。これにより、ヤング・アーティスト・アワードにノミネートされた。2008年、『ホームタウン 〜僕らの再会〜に出演』、同年、NBC製作のテレビ・シリーズ My Own Worst Enemy において、ルーシー･スパイビー役を演じた。これによりヤング・アーティスト・アワードを受賞した。
2009年、ドラマシリーズ『メンタル:癒しのカルテ』ではエミリー役を演じた。これにより、再度2010年ヤング・アーティスト・アワードにノミネートされレッドカーペットに登場。『ビッグ・ラブ』で準レギュラー出演をしてトレイシー役を演じた。
2009年11月、ディズニー・チャンネル新コメディドラマ『ダンス・ダンス・シカゴ』(Dance Dance Chicago)、番組名変更後の『シェキラ!』のオーディションを受け、その表現力、演技力が高く評価され主役のシーシーに抜擢される。

### 2010年-現在: 『シェキラ!』 - 現在

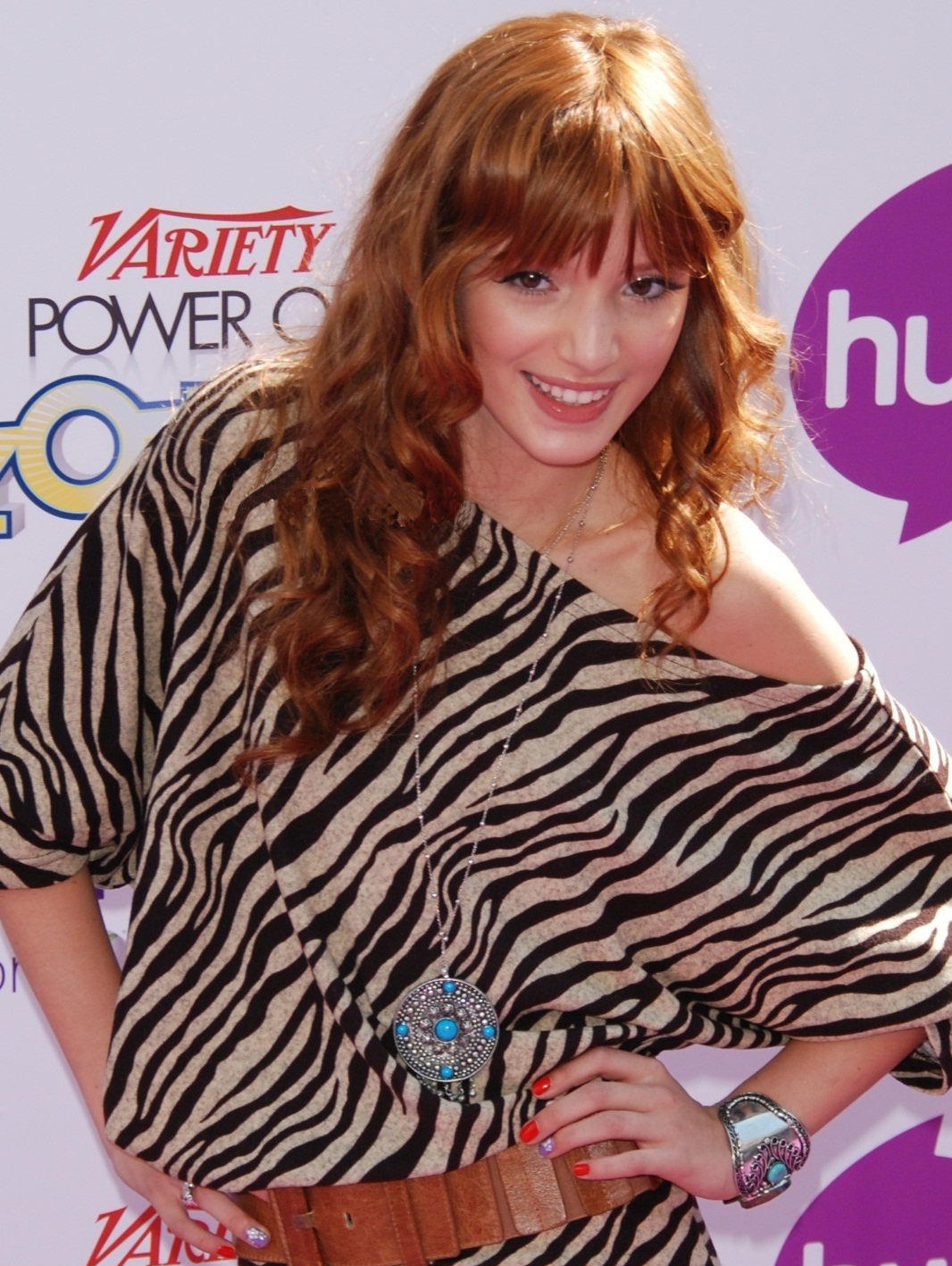
バラエティ・パワー・オブ・ユース・イベント (2010年10月24日)

2010年ダンスと友情がテーマのコメディドラマシリーズ『シェキラ!』のダンス好き少女シーシー役で人気が出る。11月7日に全米で初放送され620万人が視聴し過去27年間のディズニー・チャンネルの初回放送の中で最も多い視聴者を記録した。その他、同放送『ウェイバリー通りのウィザードたち』、『シェキラ!』とのクロスオーバーエピソード『グッドラック・チャーリー』にシーシー役で出演し、2011年、再びヤング・アーティスト・アワードを受賞した。同年5月ディズニー・チャンネル放送番組の出演者が4つのチームに別れ運動会で競う『フレンズ・フォー・チェンジ ゲームズ』 でグリーンチームの一員として出場した。日本では同年9月18日から4週にわたってディズニー・チャンネルで放送された。
2012年1月(日本初回放送5月6日)ディズニー・チャンネル・オリジナル・ムービー『フレネミーズ』 に出演。2014年、コメディ映画『子連れじゃダメかしら？』でアダム・サンドラー、ドリュー・バリモアと共演した。同年、ウォルト・ディズニー・ピクチャーズのコメディ映画『アレクサンダーの、ヒドクて、ヒサンで、サイテー、サイアクな日』でディラン・ミネットの恋人役を演じた。
7月、『CSI:科学捜査班』のゲスト出演では学園一の人気者ハンナ役を演じている。10月、ゼンデイヤが主演を務めるコメディドラマ 『ティーン・スパイ K.C.』 にゲスト出演することが発表され、翌年4月に全米放映された。2014年12月にテレビドラマシリーズの Scream に出演することが発表され、事件の被害者役を演じた。2015年6月のプレミア放送は約600万人の視聴者を記録した。11月、ドラマ Red Band Society でリハビリで入院するセレブを演じている。アニメーション Underdogs で声の出演をし2015年4月10日より全米ほか公開。
ホラー映画 Amityville: The Reawakening で主演をしている。2015年2月全米公開の『THE DUFF/ダメ・ガールが最高の彼女になる方法』でミーン・ガールの高校生マディソンを演じ、同月発表のテレビ映画 Perfect High では高校の人気ダンサー(ソーン演じるアマンダ役)が膝の負傷により処方薬の使用を開始しその後、薬物中毒になるというのを描いている。ABCファミリーのテレビドラマ Famous In Love で主役の大学生を演じる。2006年の日本映画『タイヨウのうた』のリメイク映画『ミッドナイト・サン 〜タイヨウのうた〜』では太陽の光にあたることのできない色素性乾皮症（XP）の難病を抱えた17歳の主人公ケイティを演じることが発表された。

### モデル

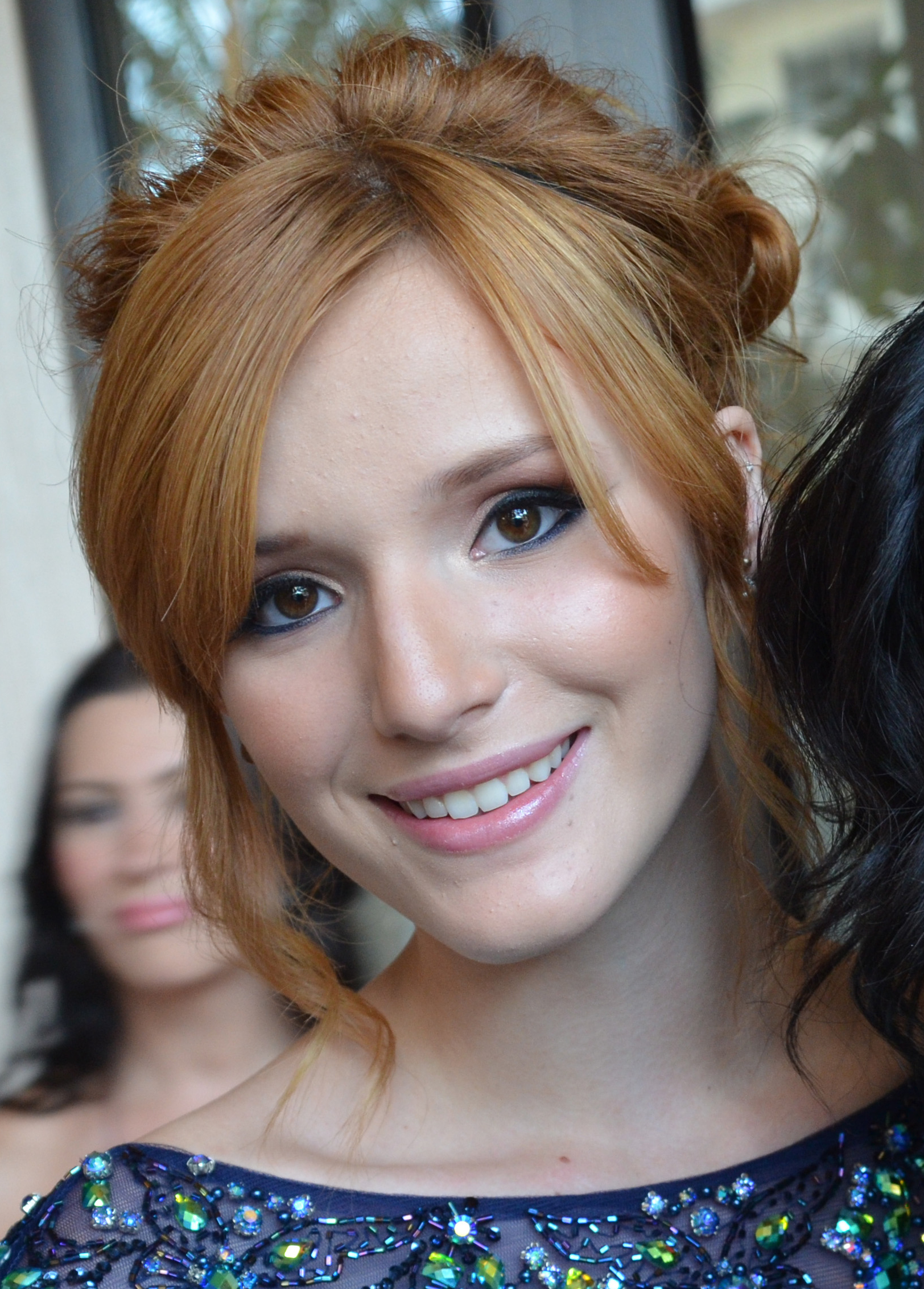
イマジン・アワード
(2012年8月10日)

ソーンは、キッズモデルでもあった。デビューしたのは、生まれてからわずか6週間目であり、最初の舞台は育児雑誌だった。彼女は数多くのブランドの広告塔に起用されており、バービー、ラルフ・ローレン、ゲス、KFCコーポレーション、トミーヒルフィガー、ターゲット、ディーエルピーなど60本以上に登るコマーシャルに出演した。2013年、Candie's の広告塔になる。2014年、ニュートロジーナの広告塔になる。

### 音楽活動
2011年6月21日、シングル曲「私を見て」で歌手デビューした。ビルボードホット100チャートで最高86位、ホット・デジタル・ソング・チャートで最高64位、ヒートシーカーズ・ソングチャートで最高10位となる。その後、50万枚を売り上げ、2013年6月17日付でアメリカレコード協会(略称RIAA)よりゴールド認定を受けている。2012年3月6日シングル曲 "TTYLXOX" が発売されビルボードホット100チャートで最高97位、Canadian Hot 100チャートで最高71位、ヒートシーカーズ・ソングチャートで最高15位となる。
2013年3月ハリウッド・レコードと契約を締結。2014年5月、"Call It Whatever" のミュージック・ビデオではウエイトレスに扮したソーンが意中の男子や女友達とダンスを披露している。その後、5曲入りのEP Jersey （英語）が発売された。10月、シャル・ウィー・ダンス・オン・アイスのイベントでパフォーマンスすることが発表。2015年シングル曲 "Call It Whatever" はビルボード・ダンス・クラブ・ソング・チャートで最高10位となる。

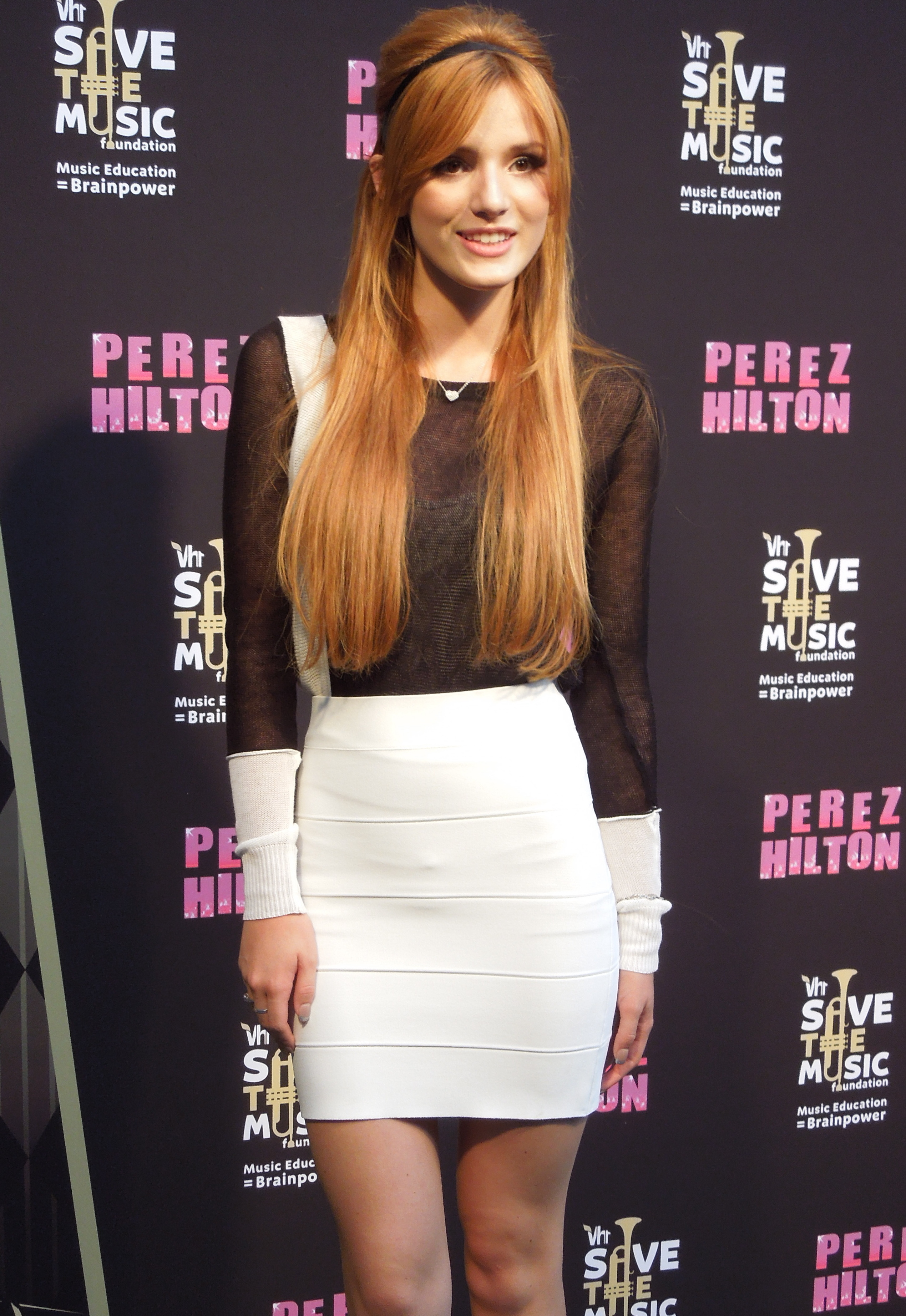
(2012年9月6日)

### 著書
2014年11月、デビュー小説『Autumn Falls』を発売。

### その他
2020年、成人向けサブスクリプションサービスOnlyFansに参加、開始1日で100万ドルを稼いだ。

## 人物
ベラという名はニックネームで本名はアナベラ・ソーンという。幼少時、キューバ系の父の影響でスペイン語しか話すことができなかったのに加え失読症であったが後に克服している。
2014年、米国のバラエティが、「影響力のある10代の俳優および女優10人」を発表し4位に選ばれている。2015年、米国 MSN 発表「30歳以下のハリウッドスター30人」の中の一人に選ばれた。

### 私生活
共同主演したゼンデイヤとはプライベートでも仲が良く「私たちはお互いが大好きなの」と語っている。
2011年11月 から交際している同い年の恋人と付き合うようになって「キスは1か月半待った」とコメントしている。2014年8月に破局したことが報じられ、約3年の交際に終止符を打ちファンから交際しているかどうかという質問に「いいえ。付き合っていないわ」と返信していた。その後、10月ホームカミングの誘いがあったことを明らかにして復縁する。12月に一般人の恋人との交際3周年を祝っている。
2015年6月頃から俳優グレッグ・サルキンと交際している。
パンセクシュアルを公言している。よく間違えられ、誤って公表されたこともあったがバイセクシャルではない。

## 主な出演作品

### 映画
| 年   | 邦題 原題 | 役名                                                    | 備考                                               |
| ---- | --- | ------------------------------------------------------- | -------------------------------------------------- |
| 2003 | ふたりにクギづけ Stuck on You                                                                                            | MC Sideline's Fan                                       | クレジットなし                                     |
| 2007 | Craw Lake | ジュリア Julia                                          | 短編映画                                           |
| 2007 | 阿呆遊戯 ブルース・リーを探せ! Finishing the Game                                                                        | スー Sue                                                |                                                    |
| 2007 | Blind Ambition | アナベラ Annabella                                      |                                                    |
| 2007 | The Seer | クレア(少女期) Young Claire                             |                                                    |
| 2009 | Water Pills | Psych Out Girl                                          | 短編映画                                           |
| 2009 | ザ・スクリーミング 連・鎖・絶・叫 Forget Me Not                                                                          | アンジェラ・スミス(少女期) Angela Smith (Young)         |                                                    |
| 2010 | One Wish | メッセンジャー Messenger                                |                                                    |
| 2010 | Raspberry Magic | サラ・パターソン Sarah Patterson                        |                                                    |
| 2012 | フレネミーズ Frenemies                                                                                                   | アヴァロン・グリーン Avalon Greene                      | 主演、ディズニー・チャンネル・オリジナル・ムービー |
| 2012 | Zendaya: Behind the Scenes                                                                                               | 本人                                                    | ドキュメンタリー                                   |
| 2014 | 子連れじゃダメかしら? Blended                                                                                            | ヒラリー"ラリー"フリードマン Hilary "Larry" Friedman    |                                                    |
| 2014 | アレクサンダーの、ヒドクて、ヒサンで、サイテー、サイアクな日 Alexander and the Terrible, Horrible, No Good, Very Bad Day | セリア・ロドリゲス Celia Rodriguez                      |                                                    |
| 2014 | Mostly Ghostly: Have You Met My Ghoulfriend?                                                                             | キャミィ・ケーヒル Cammy Cahill                         |                                                    |
| 2015 | THE DUFF/ダメ・ガールが最高の彼女になる方法 The Duff                                                                     | マディソン･カーター Madison Carter                      |                                                    |
| 2015 | Underdogs | 若いローラ Younger Laura                                | 声の出演、アニメーション                           |
| 2015 | バッド・チェイサー Big Sky                                                                                               | ヘイゼル Hazel                                          |                                                    |
| 2015 | Home Invasion | ジェイミー Jamie                                        |                                                    |
| 2015 | 雪の女王 新たなる旅立ち The Snow Queen 2                                                                                 | ゲルダ Gerda                                            | 声の出演、アニメーション                           |
| 2015 | アルビン4 それいけ！シマリス大作戦 Alvin and the Chipmunks: The Road Chip                                                | アシュレイ Ashley                                       |                                                    |
| 2015 | Perfect High | アマンダ Amanda                                         | テレビ映画                                         |
| 2015 | The Frog Kingdom | 蛙の王女 Frog Princess                                  | 声の出演、アニメーション                           |
| 2016 | Ratchet & Clank | コーラ Cora                                             | 声の出演、アニメーション                           |
| 2016 | Shovel Buddies | ケイト Kate                                             |                                                    |
| 2017 | アミティヴィル:ジ・アウェイクニング Amityville: The Awakening                                                            | ベル・ジョーンズ Belle Jones                            |                                                    |
| 2017 | ラストウィーク・オブ・サマー You Get Me                                                                                  | ホリー・ヴィオラ Holly Viola                            |                                                    |
| 2017 | ザ・ベビーシッター The Babysitter                                                                                        | アリソン Allison                                        | Netflix配信                                        |
| 2018 | ミッドナイト・サン 〜タイヨウのうた〜 Midnight Sun                                                                       | ケイティ Katie                                          |                                                    |
| 2018 | ザ・メッセージ I Still See You                                                                                           | ヴェロニカ・"ロニー"・カルダー Veronica "Ronnie" Calder |                                                    |
| 2018 | アサシネーション・ネーション Assassination Nation                                                                        | リーガン・ホール Reagan Hall                            |                                                    |
| 2020 | ザ・ベビーシッター キラークイーン The Babysitter: Killer Queen                                                           | アリソン Allison                                        | Netflix配信                                        |
| 2020 | サウスランド Infamous | アリエール・サマーズ Arielle Summers                    | 兼製作総指揮                                       |

### テレビ番組
| 年      | 邦題 原題                                                 | 役名                                                | 備考                                                                                                   |
| ------- | --------------------------------------------------------- | --------------------------------------------------- | --- |
| 2006    | ジミー・キンメル・ライブ! Jimmy Kimmel Live!              | ジェス Jess                                         | |
| 2006    | アントラージュ★オレたちのハリウッド Entourage             | 子供 Kid                                            | 第3シーズン第10話「鎮静剤をくれ！」                                                                    |
| 2007    | The O.C.                                                  | テイラー･タウンゼント(少女期) Young Taylor Townsend | 第4シーズン第13話「ジュリーの選択」                                                                    |
| 2007-08 | ダーティ・セクシー・マネー Dirty Sexy Money               | マルゴー・ダーリング Margaux Darling                | 第2シーズン                                                                                            |
| 2008    | ホームタウン 〜僕らの再会〜 October Road                  | アンジェラ･フェリッリ Angela Ferilli                | 第17話「アンジェラ」                                                                                   |
| 2008    | My Own Worst Enemy                                        | ルーシー･スパイビー Ruthy Spivey                    | メインキャスト                                                                                         |
| 2009    | In the Motherhood                                         | アニー Annie                                        | 第2シーズン第11話 "Practice What You Preach"                                                           |
| 2009    | メンタル:癒しのカルテ Mental                              | エミリー Emily                                      | 第1シーズン第1話 「旋風を巻き起こす新任部長」 "Pilot"                                                  |
| 2010    | ウェイバリー通りのウィザードたち Wizards of Waverly Place | ナンシー・ルーキー Nancy Lukey                      | 第3シーズン第19話 「マックスのガールフレンド」                                                         |
| 2010    | ビッグ・ラブ Big Love                                     | トレイシー・ヘンリクソン Tancy "Teenie" Henrickson  | 第4シーズン                                                                                            |
| 2010-13 | シェキラ! Shake It Up                                     | シーシー・ジョーンズ CeCe Jones                     | 主演                                                                                                   |
| 2011    | グッドラック・チャーリー Good Luck Charlie                | シーシー・ジョーンズ                                | 第2シーズン第13話 「シェキラ！チャーリー！」                                                           |
| 2011    | PrankStars                                                | 本人                                                | 第1シーズン第5話 "Adventures in Dogsitting"                                                            |
| 2014    | フィニアスとファーブ Phineas and Ferb                     | ブリジット Brigitte                                 | 声の出演、「ゾンビの街ダンヴィル」 "Night of the Living Pharmacists"                                   |
| 2014    | CSI:科学捜査班 CSI: Crime Scene Investigation             | ハンナ・ハント Hannah Hunt                          | 第15シーズン第4話 「バーニングマン」 "The Book of Shadows"                                             |
| 2014    | Red Band Society                                          | デラニー・ショー Delaney Shaw                       | 第1シーズン第9話 "How Did We Get Here?"                                                                |
| 2015    | ティーン・スパイ K.C. K.C. Undercover                     | ジョリー Jolie                                      | 第1シーズン第9話 「妄想スパイ」 "Spy-Anoia Will Destroy Ya" 23話「ハロウィーンの夜に」 "All Howls Eve" |
| 2015    | Scream                                                    | ニーナ・パターソン Nina Petterson                   | 第1シーズン第1話 "Red Roses"                                                                           |
| 2015    | プロジェクト・ランウェイ Project Runway                   | 本人                                                | ゲスト審査員、第14シーズン                                                                             |
| 2015    | FAMOUS IN LOVE                                            | ペイジ・タウンセン Paige Townsen                    | 主演                                                                                                   |

### ウェブ番組

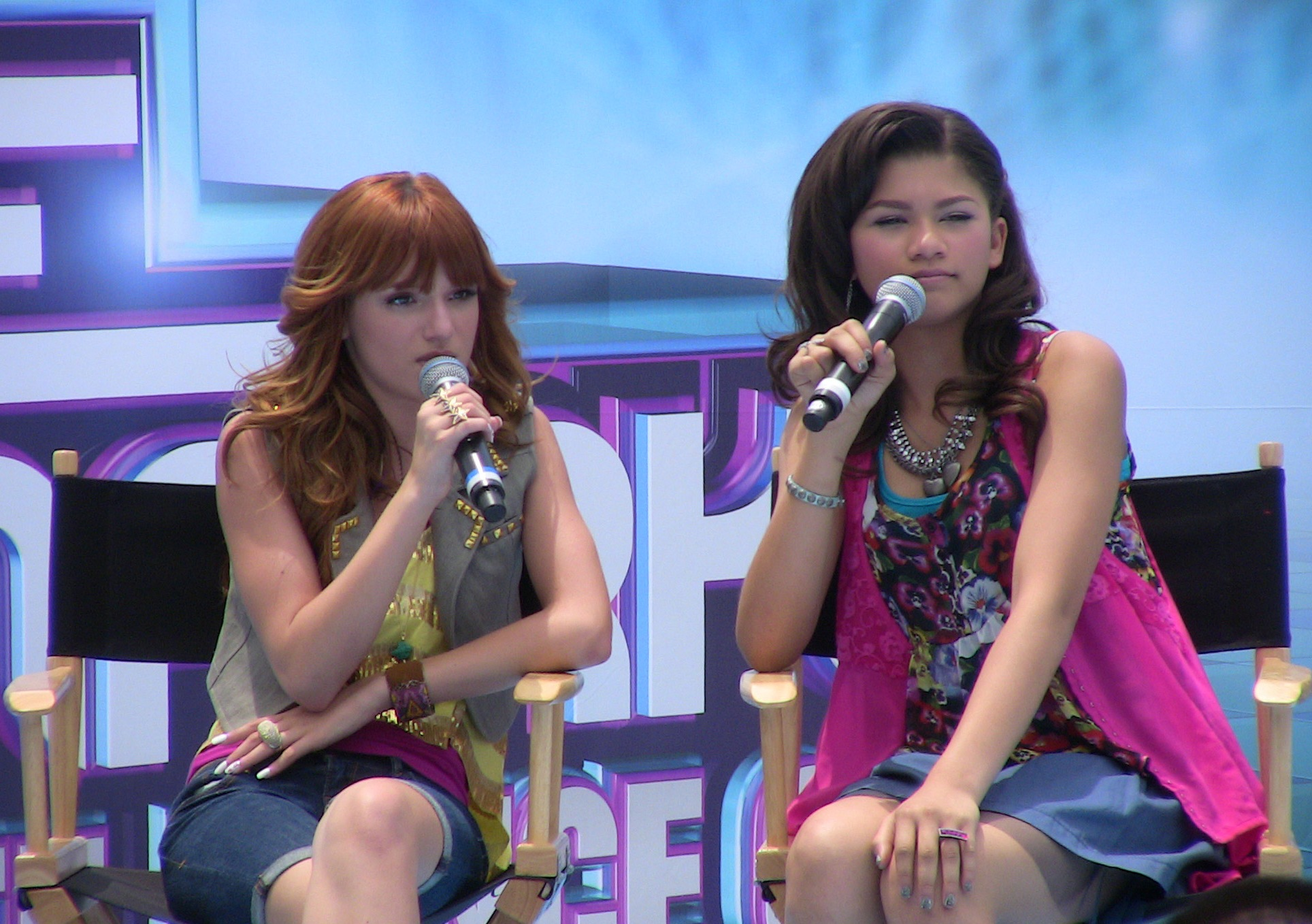
ベラ・ソーンとゼンデイヤ（2011年7月6日)

| 年   | 題名            | 役名             | 備考                               |
| ---- | --------------- | ---------------- | ---------------------------------- |
| 2009 | Little Monk     | ウェンディ Wendy | メインキャスト、ウェブ・シリーズ   |
| 2010 | My Day. My Life | 本人             | ドキュメンタリー Teen ウェブサイト |

### コンピュータゲーム
| 年   | 題名          | 役名       | 備考     |
| ---- | ------------- | ---------- | -------- |
| 2006 | The Ant Bully | アリの子供 | 声の出演 |

### 舞台劇
| 年   | 題名                         | 役名         | 備考             |
| ---- | ---------------------------- | ------------ | ---------------- |
| 2015 | アリス・イン・ワンダーランド | アリス Alice | 3月12日 - 5月3日 |

## ディスコグラフィ

### EP
| タイトル      | 情報                                                                                                 |
| ------------- | --- |

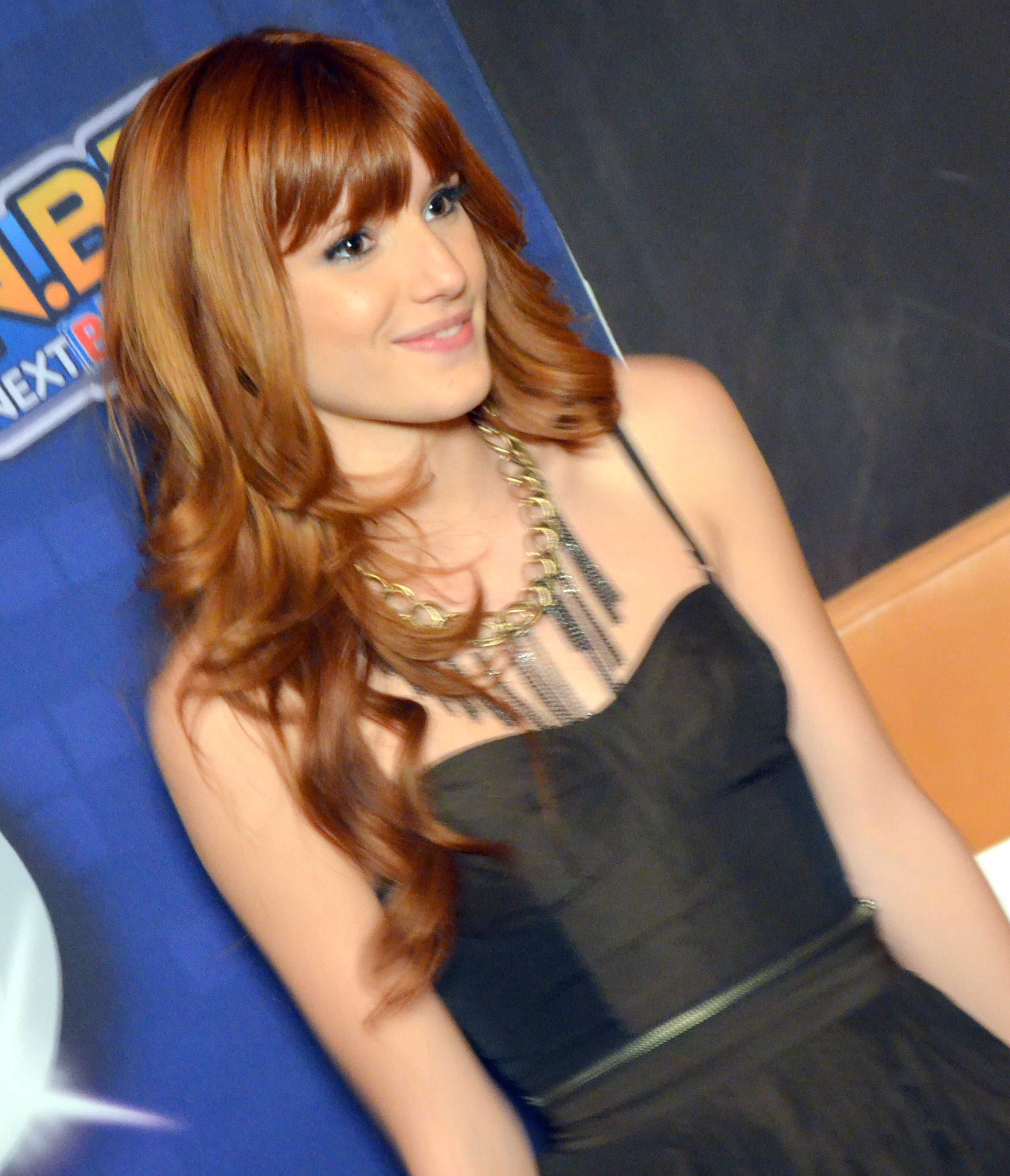
(2011年12月7日)

| Made in Japan | - 米国発売: 2012年8月21日 - フォーマット: EP、デジタル･ダウンロード - レーベル: ウォルト・ディズニー |
| Jersey        | - 米国発売: 2014年11月17日 - フォーマット: EP、デジタル･ダウンロード - レーベル: ハリウッド          |

### メインアーティストとして
| 私を見て (ゼンデイヤとのデュエット)                     | 2011 | 86 | -  | 64 | 10 | -  | -  | -   | - RIAA: ゴールド | シェキラ! サウンドトラック                      |
| TTYLXOX                                                 | 2012 | 97 | -  | -  | 15 | 23 | 71 | 170 |                  | シェキラ! - リヴ・2・ダンス サウンドトラック    |
| "Fashion Is My Kryptonite" (ゼンデイヤとのデュエット)   | 2012 | -  | -  | -  | -  | -  | -  | -   |                  | Made in Japan                                   |
| みんなドキドキ (ゼンデイヤとのデュエット)               | 2013 | -  | -  | -  | -  | -  | -  | -   |                  | シェキラ! シーズン3 サウンドトラック I <3 DANCE |
| "Call It Whatever"                                      | 2014 | -  | 10 | -  | -  | -  | -  | -   |                  | Jersey                                          |
| "-"はチャート圏外かチャート対象外のいずれかを意味する。 |      |    |    |    |    |    |    |     |                  |                                                 |

### フィーチャリング・アーティストとして

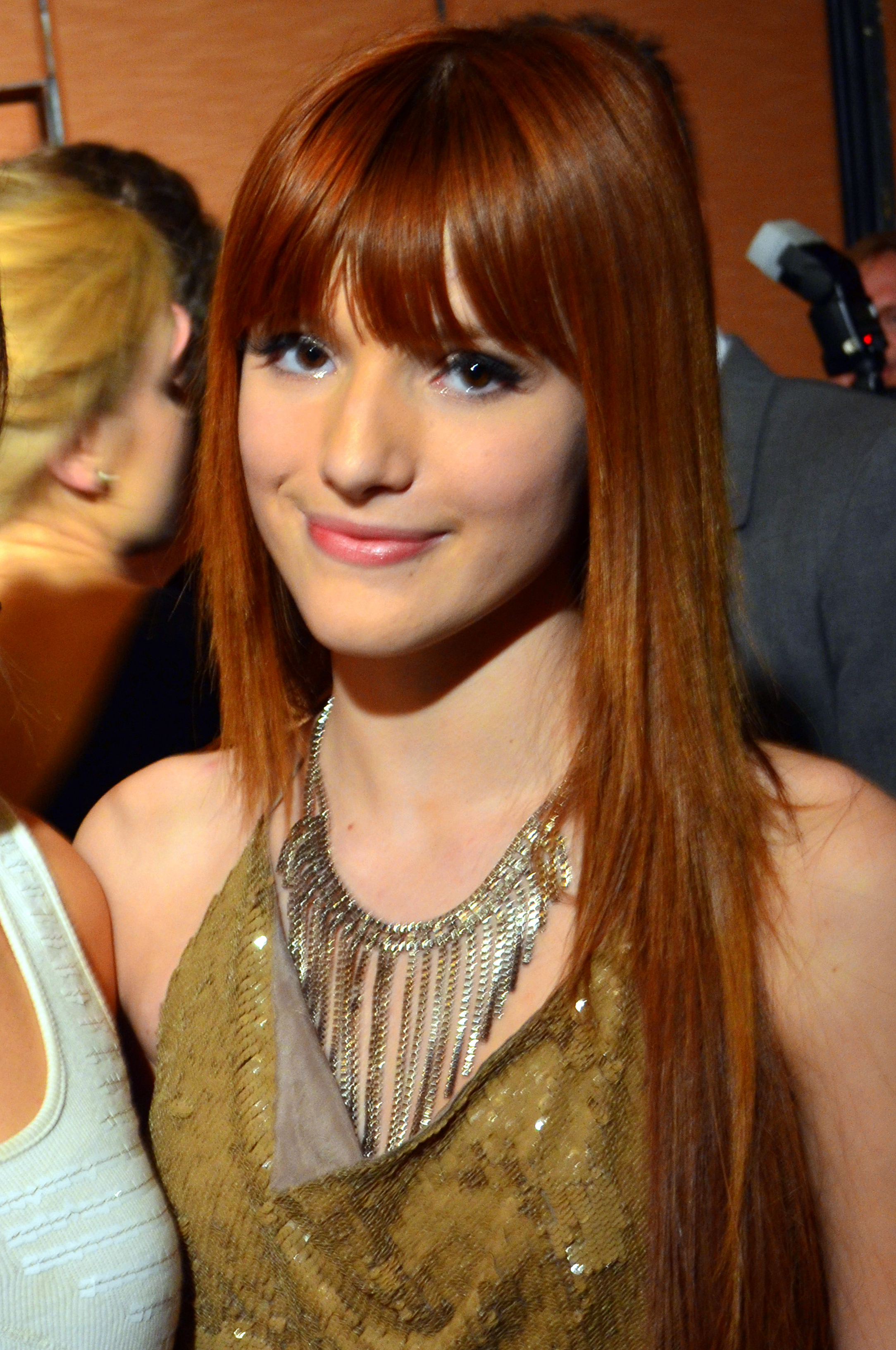
ムービーガイド・アワード・ガラ
(2012年2月10日)

| 曲名                                                  | 年   | アルバム名 |
| ----------------------------------------------------- | ---- | ---------- |
| "Bubblegum Boy" (ピア・ミアとのデュエット)            | 2011 | N/A        |
| "Can't Stay Away" (IM5 フィーチャリング ベラ・ソーン) | 2012 | N/A        |

### その他のアルバム
| 曲名                                | 年   | その他のアーティスト | アルバム名                                                |
| ----------------------------------- | ---- | -------------------- | --------------------------------------------------------- |
| だから踊るの/TTYLXOX マッシュアップ | 2012 | ゼンデイヤ           | シェキラ! - リヴ・2・ダンス サウンドトラック              |
| "Rockin' Around the Christmas Tree" | 2012 |                      | Disney Channel Holiday Playlist                           |
| ここが私のステージ                  | 2013 | ゼンデイヤ           | シェキラ! シーズン3 サウンドトラック I <3 DANCE           |
| 自分を解き放て                      | 2013 |                      | シェキラ! シーズン3 サウンドトラック I <3 DANCE           |
| 試合を制すの                        | 2013 |                      | シェキラ! シーズン3 サウンドトラック I <3 DANCE           |
| "Christmas Wrapping"                | 2013 |                      | Disney Holidays Unwrapped                                 |
| "Ring Ring (Hey Girls)"             | 2014 |                      | Disney Channel: Play It Loud                              |
| "Let's Get Tricky"                  | 2014 | ロション・フェガン   | Disney Channel: Play It Loud                              |
| "Bad Case Of U"                     | 2014 |                      | R.L. Stine's Mostly Ghostly: Have You Met My Ghoulfriend? |

### ミュージック・ビデオ
| 曲名                       | 年   | 監督名                   | 備考                                  |
| -------------------------- | ---- | ------------------------ | ------------------------------------- |
| 私を見て                   | 2011 | マーク・クラスフェルド   |                                       |
| だから踊るの/TTYLXOX       | 2012 | サナア・ハムリ           |                                       |
| "Fashion Is My Kryptonite" | 2012 | マーク・クラスフェルド   |                                       |
| "Can't Stay Away"          | 2012 | ワリド・アザミ           | IM5のミュージック・ビデオにゲスト出演 |
| みんなドキドキ             | 2013 | ジャスティン・フランシス |                                       |
| "Call It Whatever"         | 2014 | ミッキー・フィネガン     |                                       |

## 受賞歴
| 年   | 賞                             | カテゴリ                                                                    | ノミネート対象                   | 結果       | 参照    |
| ---- | ------------------------------ | --------------------------------------------------------------------------- | -------------------------------- | ---------- | ------- |
| 2008 | ヤング・アーティスト・アワード | テレビシリーズの最優秀演技 - ゲスト出演女優                                 | The O.C.                         | ノミネート | [ 94 ]  |
| 2009 | ヤング・アーティスト・アワード | テレビシリーズの最優秀演技 - ゲスト出演女優                                 | ホームタウン 〜僕らの再会〜      | ノミネート | [ 95 ]  |
| 2009 | ヤング・アーティスト・アワード | テレビシリーズの最優秀演技 (コメディまたはドラマ) - 助演女優                | My Own Worst Enemy               | 受賞       | [ 95 ]  |
| 2010 | ヤング・アーティスト・アワード | テレビシリーズの最優秀演技 - ゲスト出演女優                                 | メンタル:癒しのカルテ            | ノミネート | [ 96 ]  |
| 2011 | ヤング・アーティスト・アワード | テレビシリーズの最優秀演技 (コメディまたはドラマ) - 主演女優                | シェキラ!                        | 受賞       | [ 97 ]  |
| 2011 | ヤング・アーティスト・アワード | テレビシリーズの優秀な若手アンサンブル(キャストと共同)                      | シェキラ!                        | ノミネート | [ 97 ]  |
| 2011 | ヤング・アーティスト・アワード | テレビシリーズの最優秀演技 - ゲスト出演女優 11-15歳                         | ウェイバリー通りのウィザードたち | ノミネート | [ 97 ]  |
| 2011 | ヤング・アーティスト・アワード | テレビシリーズの最優秀演技 - 主要な役割女優 11-16歳                         | ビッグ・ラブ                     | ノミネート | [ 97 ]  |
| 2011 | イマジン・アワード             | 最優秀若手女優 - テレビ                                                     | シェキラ!                        | ノミネート | [ 98 ]  |
| 2012 | ヤング・アーティスト・アワード | テレビシリーズの最優秀演技 - 主演女優                                       | シェキラ!                        | ノミネート | [ 99 ]  |
| 2012 | ヤング・アーティスト・アワード | テレビシリーズの優秀な若手アンサンブル(キャストと共同)                      | シェキラ!                        | ノミネート | [ 99 ]  |
| 2012 | イマジン・アワード             | 最優秀若手女優 - テレビ                                                     | シェキラ!                        | 受賞       | [ 100 ] |
| 2012 | ALMA アワード                  | 好きなテレビ女優 - コメディ                                                 | シェキラ!                        | ノミネート | [ 101 ] |
| 2013 | ヤング・アーティスト・アワード | テレビ映画の最優秀演技、ミニシリーズスペシャルまたはパイロット版 - 主演女優 | フレネミーズ                     | 受賞       | [ 102 ] |
| 2013 | ヤング・ハリウッド・アワード   | 注目の一人                                                                  | 本人                             | 受賞       | [ 103 ] |
| 2013 | イマジン・アワード             | 最優秀若手女優 - テレビ                                                     | シェキラ!                        | ノミネート | [ 104 ] |
| 2014 | ヤング・ハリウッド・アワード   | あなたはお洒落                                                              | 本人                             | 受賞       | [ 105 ] |
| 2014 | ヤング・ハリウッド・アワード   | 最優秀ソーシャルメディア・スーパースター                                    | 本人                             | ノミネート | [ 105 ] |
| 2014 | ティーン・チョイス・アワード   | ホットな女性                                                                | 本人                             | ノミネート | [ 106 ] |
| 2014 | イマジン・アワード             | 最優秀若手女優 - テレビ                                                     | シェキラ!                        | ノミネート | [ 107 ] |
| 2015 | ヤング・アーティスト・アワード | 長編映画の最優秀演技 - 若手アンサンブルキャスト(キャストと共同受賞)         | 子連れじゃダメかしら？           | 受賞       | [ 108 ] |
| 2015 | ショーティー・アワード         | 女優                                                                        | 本人                             | 受賞       | [ 109 ] |
| 2015 | ティーン・チョイス・アワード   | 映画の悪役                                                                  | The Duff                         | 受賞       | [ 110 ] |
| 2015 | ティーン・チョイス・アワード   | シーン・スティーラー賞                                                      | Scream                           | ノミネート | [ 110 ] |